# Voeno Vozduhoplovstvo i Protivvozdušna Odbrana
La Voeno Vozduhoplovstvo i Protivvozdušna Odbrana (in macedone Воено Воздухопловство и Противвоздушна Одбрана?), è l'aeronautica militare della Macedonia del Nord e parte integrante delle forze armate macedoni.

## Storia
Se non diversamente indicato, i dati sono tratti da "Aeronautica & Difesa".
L'Aviazione militare e difesa aerea macedone nacque il 10 aprile 1992 in seguito ad un decreto del primo Presidente della Repubblica, Kiro Gligorov. Contestualmente fu istituito il primo comando dell'aeronautica e della difesa aerea con la sua brigata aerea formata da squadroni di elicotteri da combattimento ed elicotteri da trasporto. Gli unici aerei su cui poteva contare, un solo UTVA-66 e quattro addestratori biposto UTVA-75A21, erano stati noleggiati dalla Makedonski Vozduhoploven Sojuz.
Fu istituita come conseguenza delle decisioni prese dai vertici dell'Aviazione Jugoslava che stava sequestrando tutte le armi e gli equipaggiamenti presenti nel territorio macedone, che erano costati alla Macedonia 45 anni di risparmi ed investimenti. Più di 35 aeromobili (come ad esempio il Soko J-21 Jastreb e il Soko J-22 Orao) nel giro di poco tempo vennero prelevati dall'aeroporto di Skopje e distribuiti in tutta la Jugoslavia. Quando nel 1991 iniziò il conflitto tra Bosnia ed Erzegovina, Croazia e Jugoslavia la Nato istituì l'embargo verso tutti i paesi che costituivano all'epoca la Jugoslavia. La Macedonia non accettava questa decisione perché era l'unica nazione della Jugoslavia a proclamare pacificamente la propria indipendenza, infatti nel '96 l'embargo alla Macedonia venne levato e l'Aeronautica militare macedone cambiò il nome in "Difesa aerea macedone" per aggirare le leggi e figurare come difesa civile e non militare. Nel frattempo acquistò quattro An-2 dall'Ucraina. Un paio di anni dopo si presentò l'occasione di acquistare degli F-5 di seconda mano dalla Turchia e dei Mig-21 dalla Bulgaria, ma questi affari andarono a monte. Alla dissoluzione della Jugoslavia vennero rimpatriati gli Su-25 e la flotta aerea venne ricomposta come negli originali piani del '92.

## Aeromobili in uso
Sezione aggiornata annualmente in base al World Air Force di Flightglobal del corrente anno. Tale dossier non contempla UAV, aerei da trasporto VIP ed eventuali incidenti accorsi durante l'anno della sua pubblicazione. Modifiche giornaliere o mensili che potrebbero portare a discordanze nel tipo di modelli in servizio e nel loro numero rispetto a WAF, vengono apportate in base a siti specializzati, periodici mensili e bimestrali. Tali modifiche vengono apportate onde rendere quanto più aggiornata la tabella.
| Aeromobile              | Origine     | Tipo                          | Versione (denominazione locale) | In servizio (2024) | Note | Immagine |
| Aerei da trasporto      |             |                               |                                 |                    | |          |
| Learjet 60              | Stati Uniti | aereo da trasporto VIP        | Lj60                            | 1                  | 1 Learjet 60 da trasporto VIP ordinato e consegnato il 30 gennaio 2005.                                                                                                 |          |
| Aerei da addestramento  |             |                               |                                 |                    | |          |
| Zlín Z 242              | Rep. Ceca   | Aereo da addestramento        | Z 242L                          | 5                  | 4 Z 242L acquistati nel 1995. Uno Z 242L si è schiantato il 7 aprile 1999. Ulteriori 2 Z 242L acquistati nel 2003.                                                      |          |
| Zlin Z 143              | Rep. Ceca   | Aereo da addestramento        | Z 143L                          | 1                  | 1 Z 143L acquistato nel 2003. |          |
| Elicotteri              |             |                               |                                 |                    | |          |
| Bell 206 Jet Ranger III | Stati Uniti | elicottero da addestramento   | Bell 206B-3                     | 4                  | 4 Bell 206B-3 ricevuti a partire dal maggio 2013. |          |
| Mil Mi-8 Hip            | Russia      | elicottero da trasporto medio | Mi-8MTMi-17                     | 42                 | 4 Mi-17 acquistati nel 1992 dall'Ucraina, che il 23 marzo 2001 donò 4 Mi-8MT. Successivamente, nel 2003, l'israeliana Elbit ha aggiornato due Mi-17 allo standard NATO. |          |
| AgustaWestland AW169    | Italia      | elicottero utility            | AW169M                          | 0                  | 4 AW169 selezionati il 22 gennaio 2024, acquistati ufficialmente il 26 marzo successivo.                                                                                |          |
| AgustaWestland AW149    | Italia      | elicottero utility            | AW149                           | 0                  | 4 AW149 selezionati il 22 gennaio 2024, acquistati ufficialmente il 26 marzo successivo.                                                                                |          |

## Aeromobili ritirati
- Mil Mi-24V Hind - 10 esemplari (2001-2021)[1][9][8][6]
- Mil Mi-24K Hind-G2 - 2 esemplari (2001-2021)[1][9][8][6]
- Bell UH-1H Huey - 2 esemplari (2001-2009)[9][1]
- Sukhoi Su-25K Frogfoot - 3 esemplari (2001-2003)[6][1]
- Sukhoi Su-25UB Frogfoot - 1 esemplare (2001-2003)[6][1]
- UTVA-66 - 1 esemplare (1991-?)[1]
- UTVA-75A21 - 4 esemplari (1991-?)[1]